# Agromyza alnivora
Agromyza alnivora is een vliegensoort uit de familie van de mineervliegen (Agromyzidae). De wetenschappelijke naam van de soort is voor het eerst geldig gepubliceerd in 1969 door Spencer.

## Kenmerken
Agromyza alnivora maakt een bovenzijdige gang. In het begin is deze zeer ondiep, geleidelijk breder wordend (vaak vrij breed op het einde). De mijn heeft geen relatie met bladrand of nerven; volwassen mijn heeft vaak een karakteristieke bruine verkleuring. Frass in twee rijen. De goudkleurige larve verlaat de mijn voor de verpopping via een halfronde uitgangsspleet in de bovenepidermis.

## Waardplanten
Hij komt voor op de volgende waardplanten :
- Alnus glutinosa (Zwarte els)
- Alnus incana (Witte els)